# Список объектов всемирного наследия ЮНЕСКО на Кипре
В списке Всеми́рного насле́дия ЮНЕ́СКО в Респу́блике Ки́пр значится 3 наименования (на 2010 год), это составляет 0,2 % от общего числа (1248 на 2025 год). Все объекты включены в список по культурным критериям. Кроме этого, по состоянию на 2017 год, 11 объектов на территории Кипра находятся в числе кандидатов на включение в список всемирного наследия. Республика Кипр ратифицировала Конвенцию об охране всемирного культурного и природного наследия 14 августа 1975 года. Первый объект, находящийся на территории Кипра был занесен в список в 1980 году на 4-й сессии Комитета всемирного наследия ЮНЕСКО.

## Список
В данной таблице объекты расположены в хронологическом порядке их добавления в список всемирного наследия ЮНЕСКО.
| # | Изображение | Название                                                                                        | Местоположение            | Время создания    | Год внесения в список | №   | Критерии    |
| - | ----------- | ----------------------------------------------------------------------------------------------- | ------------------------- | ----------------- | --------------------- | --- | ----------- |
| 1 |             | Древний город Пафос (греч. Νέα Πάφος και Παλαίπαφος)                                            | Район: Пафос              | ок. IV в.         | 1980                  | 79  | ii, iii, iv |
| 2 |             | Церкви с росписями в районе Троодос (греч. Toιχογραφημένοι ναοί στην περιοχή του Όρους Τρόοδος) | Районы: Никосия и Лимасол | XI в.             | 1985, 2001            | 351 | ii, iii, iv |
| 3 |             | Поселение неолита Хирокития (греч. Χοιροκοιτία)                                                 | Район: Ларнака            | VII тыс. до н. э. | 1998                  | 848 | ii, iii, iv |

## Предварительный список
В таблице объекты расположены в порядке их добавления в предварительный список. В данном списке указаны объекты, предложенные правительством Кипра в качестве кандидатов на занесение в список всемирного наследия.
| #  | Изображение | Название | Местоположение                   | Время создания    | Год внесения в список | №    | Критерии           |
| -- | ----------- | --- | -------------------------------- | ----------------- | --------------------- | ---- | ------------------ |
| 1  |             | Церковь Панайя Хрисокурдалиотисса Расширение: Церкви с росписями в районе Троодос (греч. Toιχογραφημένοι ναοί στην περιοχή του Όρους Τρόοδος) (тур. Troodos'ta Bulunan Bizans Kiliseleri) | Поселение: Спилия Район: Никосия | XVI век           | 2002                  | 1672 | ii, iii, iv        |
| 2  |             | Деревня Фикарду (греч. Φυκάρδου) | Район: Никосия                   | XVIII век         | 2002                  | 1673 | ii, iii, iv, v     |
| 3  |             | Деревня Матиатис (греч. Μαθιάτης) (тур. Mathiatis) | Район: Никосия                   | —                 | 2002                  | 1674 | не указаны         |
| 4  |             | Киония (греч. Κιόνια) | Район: Никосия                   | —                 | 2002                  | 1675 | vii, ix            |
| 5  |             | Хандрия (греч. Χανδριά) | Район: Лимасол                   | —                 | 2002                  | 1676 | viii, ix           |
| 6  |             | Гора Олимбос (греч. Όλυμπος) | Район: Никосия                   | —                 | 2002                  | 1677 | vii, ix            |
| 7  |             | Мост в деревне Малунда (греч. Μαλούντα) (тур. Malounta) | Район: Никосия                   | —                 | 2002                  | 1678 | vii, ix            |
| 8  |             | Мост в деревне Клиру (греч. Kλήρου) (тур. Klirou) | Район: Никосия                   | —                 | 2002                  | 1679 | vii, ix            |
| 9  |             | Церковь Святых Варнавы и Илариона в Перистерона (греч. Περιστερώνα) (тур. Peristerona) | Район: Никосия                   | точно не известно | 2004                  | 1874 | ii, iii, iv        |
| 10 |             | Церковь Панагия Ангелоктисти | Район: Ларнака                   | С XI века         | 2015                  | 5987 | i, ii, iii, iv, vi |
| 11 |             | Мечеть Хала Султан Текке и Ларнакское соляное озеро | Район: Ларнака                   | XVIII век         | 2016                  | 6084 | iii, iv, vi, ix, x |